# Panoquina bola
Panoquina bola är en fjärilsart som beskrevs av Bell 1942. Panoquina bola ingår i släktet Panoquina och familjen tjockhuvuden. Inga underarter finns listade i Catalogue of Life.